# Parfondruy
Parfondruy est un hameau des Ardennes belges faisant partie de la commune et ville de Stavelot, dans la province de Liège en Région wallonne.
Avant la fusion des communes de 1977, Parfondruy faisait partie déjà de la commune de Stavelot.

## Étymologie
Parfondruy viendrait de Porfond Ru signifiant Ruisseau Profond et faisant référence au ruisseau (de Parfondruy) qui entaille profondément la colline à cet endroit.

## Situation
Ce hameau ardennais se situe à proximité de la ville de Stavelot en direction de Coo et de Ster. Il avoisine le hameau de Renardmont et est traversé par le petit ruisseau de Parfondruy, un affluent de l'Amblève.

## Patrimoine

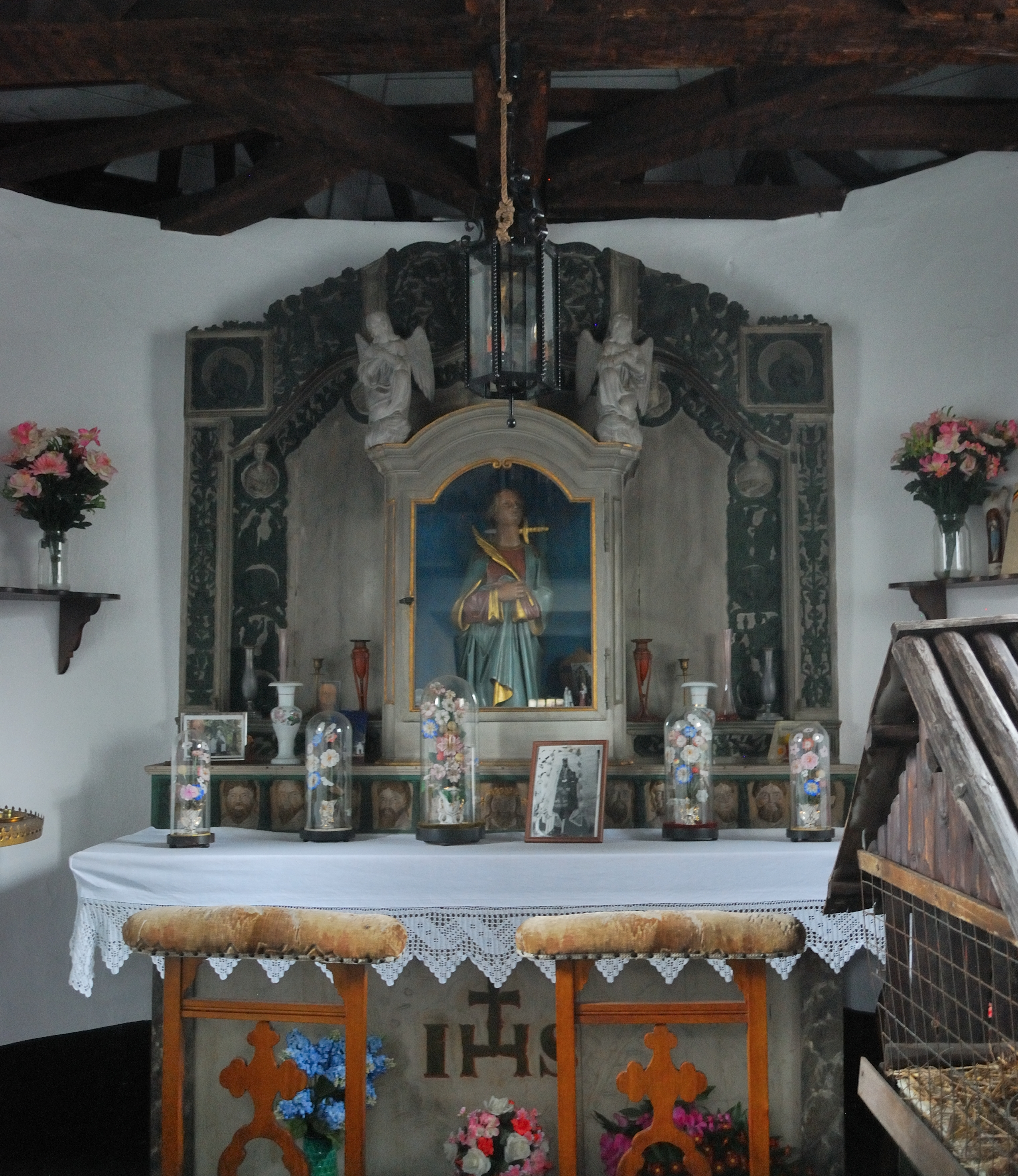
Intérieur de la chapelle.

À la bifurcation des routes menant à Coo et à Ster, se trouve la petite chapelle Sainte Lucie. Entourée de deux chênes séculaires, elle est peinte en blanc et date du XVIIe siècle. Elle est reprise sur la liste du patrimoine immobilier classé de Stavelot.

## Histoire
Pendant la bataille des Ardennes, en décembre 1944, Parfondruy fut le théâtre d'un massacre de villageois. 24 personnes furent mitraillées dans une remise (laiterie) par les troupes allemandes. Seule une jeune enfant de 2 ans sortit indemne de cette tuerie,.

## Activités
Parfondruy possède des gîtes ruraux.